# Hanni Zehendner
Hanni Zehendner (* 24. Mai 1946; † 28. August 2021 in Ulm) war eine deutsche Triathletin, Ultramarathonläuferin und mehrfache Deutsche Meisterin im Triathlon (1984) und 100-km-Lauf (1987).

## Werdegang
Hanni Zehendner betrieb Triathlon seit Anfang der 1980er Jahre.
1984 wurde sie bei der Erstaustragung der Deutschen Meisterschaften Siegerin und damit Deutsche Meisterin auf der Kurz- wie auch der Mitteldistanz. Im Oktober desselben Jahres belegte sie auf der Langdistanz beim Ironman Hawaii (3,86 km Schwimmen, 180,2 km Radfahren und 42,195 km Laufen) mit 13:19:20 Stunden den 494. Platz in der Gesamtwertung und erreichte als erste deutsche Athletin auf Hawaii das Ziel.
1984 war sie Mitbegründerin des Bayerischen Triathlon Verbandes und 1995 wurde sie zur Frauenwartin der neu gegründeten Deutschen Triathlon Union (DTU) gewählt.
Nach einem Fahrradsturz mit Schädelbruch beendete sie ihre Triathlon-Karriere und wechselte zum Langstreckenlauf. 1987 wurde sie Deutsche Meisterin im 100-km-Straßenlauf und drei Jahre später 1990 nochmals Zweite.
Hanni Zehendner lebte zuletzt in Ulm. Die Sport- und Gesundheitspädagogin war Mitglied der Freien Wählergemeinschaft Ulm und als Stadträtin tätig. Im August 2021 verstarb Hanni Zehendner 75-jährig ebenda.

## Sportliche Erfolge
| Jahr          | Rang | Wettbewerb                                         | Austragungsort | Zeit     | Bemerkung                                                                                   |
| ------------- | ---- | -------------------------------------------------- | -------------- | -------- | ------------------------------------------------------------------------------------------- |
| 1984          | 494  | Ironman Hawaii                                     | Kailua-Kona    | 13:19:20 |                                                                                             |
| 1984          | 1    | Bayerische Triathlon-Meisterschaft                 | Roth           |          | 2 km Schwimmen, 79 km Radfahren und 20,5 km Laufen                                          |
| 1984          | 1    | DTU Deutsche Meisterschaft Triathlon Kurzdistanz   | Losheim am See |          | Deutsche Meisterin auf der Kurzdistanz (1,5 km Schwimmen, 40 km Radfahren und 10 km Laufen) |
| 14. Juli 1984 | 1    | DTU Deutsche Meisterschaft Triathlon Mitteldistanz | Immenstadt     |          | Deutsche Meisterin auf der Mitteldistanz beim Allgäu Triathlon                              |
| 1983          | 1    | Allgäu Triathlon                                   | Immenstadt     |          | Siegerin bei der Erstaustragung                                                             |

| Datum/Jahr    | Rang | Wettbewerb                                     | Austragungsort | Zeit    | Bemerkung                                                   |
| ------------- | ---- | ---------------------------------------------- | -------------- | ------- | ----------------------------------------------------------- |
| 29. Sep. 2013 | 8    | Einstein-Marathon                              | Ulm            | 1:45:52 | Halbmarathon                                                |
| 25. Sep. 2005 |      | Einstein-Marathon                              | Ulm            | 1:43:35 | Halbmarathon                                                |
| 27. Juli 1991 | 8    | Swiss Alpine Marathon                          | Davos          | 7:29:00 | über 67 km                                                  |
| 16. Sep. 1990 | 6    | Deutsche Mannschafts-Meisterschaft im Marathon | Karlsruhe      | 3:07:10 | zusammen mit Astrid Benöhr und Iris Reuter                  |
| 28. Apr. 1990 | 2    | Deutsche Meisterschaft im 100-km-Straßenlauf   | Hanau          | 7:58:54 | Zweite hinter Birgit Lennartz                               |
| 31. Okt. 1987 | 1    | Deutsche Meisterschaft im 100-km-Straßenlauf   | Hanau          | 8:13:22 | Siegerin bei der Erstaustragung der Deutschen Meisterschaft |
| 26. Sep. 1987 | 2    | Deutsche Mannschafts-Meisterschaft im Marathon | Duisburg       | 2:52:48 | [ 8 ]                                                       |
| 27. Okt. 1985 | 796  | New-York-City-Marathon                         | New York City  | 2:59:56 |                                                             |